# Perigee Books
Perigee est une maison d'édition américaine, filiale de Penguin Group, qui publie une gamme éclectique de livres d'auto-assistance, de bricolage et d'ouvrages de références pour le grand public, avec l'objectif sous-jacent de divertir et d'informer.